# VM i markhåndbold 1966 (mænd)
Verdensmesterskabet i markhåndbold 1966 var det syvende og hidtil sidste VM i markhåndbold for mænd, og turneringen blev arrangeret af International Handball Federation. Slutrunden med deltagelse af seks hold blev spillet i Østrig i perioden 25. juni – 3. juli 1966.
Mesterskabet blev vundet af Vesttyskland for de de forsvarende mestre fra Østtyskland. Den indbyrdes kamp mellem de to hold endte 15-15. Bronzemedaljerne blev vundet af værtslandet Østrig.

## Slutrunde
De seks hold spillede en enkeltturnering alle-mod-alle.
| Dato  | Kamp                       | Res.  | Pause | Spillested  |
| ----- | -------------------------- | ----- | ----- | ----------- |
| 25.6. | Polen – Schweiz            | 15–13 | 8-8   | Dornbirn    |
| 25.6. | Vesttyskland – Holland     | 28–70 | 14-30 | Dornbirn    |
| 25.6. | Østtyskland – Østrig       | 24–80 | 13-30 | Innsbruck   |
| 26.6. | Østtyskland – Schweiz      | 13–80 |       | Linz        |
| 26.6. | Vesttyskland – Polen       | 26–40 |       | Salzburg    |
| 26.6. | Østrig – Holland           | 12–50 |       | Linz        |
| 28.6. | Vesttyskland – Østrig      | 17–50 |       |             |
| 28.6. | Østtyskland – Polen        | 15–90 |       |             |
| 28.6. | Schweiz – Holland          | 20–13 |       |             |
| 30.6. | Vesttyskland – Schweiz     | 18–12 |       | Neunkirchen |
| 30.6. | Østtyskland – Holland      | 23–90 |       | Wien        |
| 30.6. | Østrig – Polen             | 19–15 |       | Eggenburg   |
| 2.7.  | Østrig – Schweiz           | 17–15 |       |             |
| 2.7.  | Polen – Holland            | 14–12 |       |             |
| 3.7.  | Vesttyskland – Østtyskland | 15–15 | 10-8  |             |

| Plac.  | Hold         | Kampe | Mål     | Point |
| ------ | ------------ | ----- | ------- | ----- |
| Guld   | Vesttyskland | 5     | 104-530 | 9     |
| Sølv   | Østtyskland  | 5     | 90-49   | 9     |
| Bronze | Østrig       | 5     | 71-76   | 6     |
| 4.     | Polen        | 5     | 57-85   | 4     |
| 5.     | Schweiz      | 5     | 68-76   | 2     |
| 6.     | Holland      | 5     | 46-97   | 0     |